# Arctic Sunrise
Arctic Sunrise (укр. Арктичний світанок) — криголам, збудований у 1975 році у Норвегії, початкова назва була Polarbjørn (укр. Білий ведмідь). Спочатку використовуваний для полювання на тюленів, куплений і переобладнаний в кінці 1996 році екологічною організацією Грінпіс.
Порт приписки — Амстердам.

## Акції з участю судна
У грудні 2005 Arctic Sunrise взяв участь у боротьбі "Грінпіс" проти японських китобоїв. Криголам "Грінпіс" переслідував японські китобійні судна, перешкоджаючи їм вести промисел . В результаті тарана японським плавучим рибозаводом "Нісхін Мару" Arctic Sunrise отримав серйозні пошкодження носа .

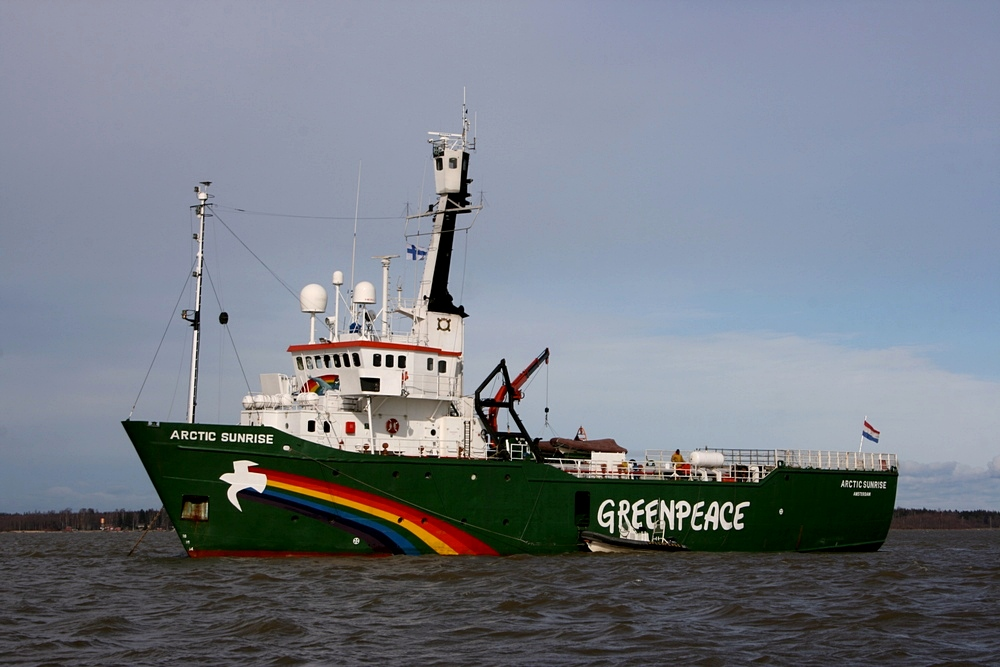

У червні 2006 Arctic Sunrise заборонили бути присутніми на 57-й Міжнародній комісії з промислу китів (МКК) у Сент-Кітс. Уряд Сент-Кітс і Невіс послалося при цьому на вимоги національної безпеки. Під час роботи комісії були обговорені акції "Грінпісу" проти японського китобійного промислу в Південному океані в грудні 2005 року і в січні 2006 року, в ході яких відбулися зіткнення між японськими китобійними судами і кораблями "Грінпіс", що й спричинило скликання МКК.
У липні—серпні 2012 року "Грінпіс" за участю судна організувала акцію "Врятуємо Арктику", спрямовану на заборону розробки ресурсів арктичного шельфу в районі розташування нафтової платформи "Прирозломна". 24 серпня 6 активістів з судна піднялися по канатах на один з бортів "Прирозломної" і встановили плакати "Врятуйте Арктику!" та "Свободу Баренцеву морю!" .
2013 - адміністрація Північного морського шляху тричі відмовилася видати перепустку криголаму Arctic Sunrise для проходу в зону геологорозвідувальних робіт компанії "Роснєфть", яка займається пошуком нафти в Арктиці. Двічі відмову мотивували неясністю льодового класу судна, востаннє — "інформація з льодового підкріплення судна недостатня" . За даними "Грінпіс", Arctic Sunrise має клас (1А1), вищий, ніж у будь-якого розвідувального судна "Роснєфті", яке працює в Карському морі . Попре це, в кінці серпня 2013 криголам "Грінпіс" увійшов в Карське море, але під загрозою застосування сили і стрілянини з боку російської берегової оборони, яка заявила про те, що Arctic Sunrise незаконно увійшов в Карське море, незабаром покинув його. Міністр закордонних справ Нідерландів зазначив, що "право "Грінпіс" на мирну демонстрацію протесту беззаперечне" .
У вересні 2013 року Arctic Sunrise взяв участь в акції протесту "Грінпіс" біля нафтової платформи Газпрому " Прирозломна", в ході якої з корабля були спущені 5 човнів з активістами. У цей час сам криголам стояв поруч і вів переговори з береговою охороною РФ, яка затримала один із спущених човнів . При затриманні човна та активістів на ньому, берегова охорона зробила попереджувальні постріли з АК-74. Берегова оборона наполягла, щоби судно покинуло територію поруч з буровою платформою і відкрила попереджувальний артилерійський вогонь у напрямку Arctic Sunrise, погрожуючи відкрити вогонь на поразку в разі невиконання вимог . 
19 вересня на судно висадилися російські командос, захопили корабель і силою скерували його в порт Мурманська. 24 вересня судно прибуло до Мурманська, де весь екіпаж був поміщений у СІЗО. 26 вересня членів екіпажу Arctic Sunrise заарештували 